# Goura
Goura es una género de aves columbiformes de la familia Columbidae que incluye tres especies, propias de Nueva Guinea,
denominadas vulgarmente como guras (de goura, guria, nombre aborigen de Papúa-Nueva Guinea para las palomas coronada). Son los miembros más grandes de la familia Columbidae. 
Las tres guras son muy parecidas y no son simpátricas geográficamente. Las tres especies de Goura, junto con la paloma de Nicobar (Caloenas nicobarica) y la paloma manumea (Didunculus strigirostris) se relacionan estrechamente con el extinto dodo. 

## Especies
Las cuatro especies de Goura son:
- Goura cristata - gura occidental
- Goura scheepmakeri - gura sureña
- Goura sclaterii  - gura de Sclater
- Goura victoria  - gura victoria

Se encuentran en Nueva Guinea e islas adyacentes. Se alimentan de frutos caídos, semillas y caracoles del suelo de la selva. Los machos y las hembras son casi idénticos, pero durante el noviazgo el macho arrullará y se exhibirá para la hembra. Ambos sexos incuban un huevo durante 28 a 30 días y el pollito demora otros 30 días para emplumar. La longevidad máxima puede ser superior a 20 años.

## Filogenia
Resultados de estudios filogenéticos indican que Raphus y Pezophaps pertenecen al clado Gourinae, resultado similar al que se desprende de los análisis moleculares. Las diferencias entre los resultados actuales y estos son probablemente debidos a caracteres convergentes que afectan a la colocación de los taxones.
Un estudio filogenético molecular publicado en 2018 descubrió que las cuatro especies del género Goura formaban dos pares de clados: Goura cristata es hermana de Goura sclaterii, mientras que Goura scheepmakeri es hermana de Goura victoria.
|  | Goura cristata  |
|  |                 |
|  | Goura sclaterii |
|  |                 |

|  | Goura scheepmakeri |
|  |                    |
|  | Goura victoria     |
|  |                    |

|  | Goura cristata  |
|  |                 |
|  | Goura sclaterii |
|  |                 |

|  | Goura scheepmakeri |
|  |                    |
|  | Goura victoria     |
|  |                    |

|  | Caloenas nicobarica                                                       |
|  |                                                                           |
|  | \| \| Pezophaps solitaria \| \| \| \| \| \| Raphus cucullatus \| \| \| \| |
|  |                                                                           |
|  | Pezophaps solitaria                                                       |
|  |                                                                           |
|  | Raphus cucullatus                                                         |
|  |                                                                           |

|  | Pezophaps solitaria |
|  |                     |
|  | Raphus cucullatus   |
|  |                     |

|  | Goura cristata  |
|  |                 |
|  | Goura sclaterii |
|  |                 |

|  | Goura scheepmakeri |
|  |                    |
|  | Goura victoria     |
|  |                    |

|  | Goura cristata  |
|  |                 |
|  | Goura sclaterii |
|  |                 |

|  | Goura scheepmakeri |
|  |                    |
|  | Goura victoria     |
|  |                    |

|  | Caloenas nicobarica                                                       |
|  |                                                                           |
|  | \| \| Pezophaps solitaria \| \| \| \| \| \| Raphus cucullatus \| \| \| \| |
|  |                                                                           |
|  | Pezophaps solitaria                                                       |
|  |                                                                           |
|  | Raphus cucullatus                                                         |
|  |                                                                           |

|  | Pezophaps solitaria |
|  |                     |
|  | Raphus cucullatus   |
|  |                     |